# 輪王寺 (台東区)
輪王寺（りんのうじ）は、東京都台東区に所在する寺院。宗派は天台宗。山号は東叡山。本尊は阿弥陀如来。一般には通称の「両大師」で知られる。この通称は天海（慈眼大師）と良源（慈恵大師、元三大師）を祀ることに由来する。

## 歴史
輪王寺（両大師）は、上野公園内、東京国立博物館の東側に位置する。上野公園の敷地は元は天台宗別格大本山寛永寺の境内地であり、公園中央の大噴水の位置に根本中堂、東京国立博物館の位置に本坊があった。輪王寺はもと寛永寺の伽藍の一部で、開山堂または慈眼堂と称されていた。
江戸時代前期の承応3年（1654年）後水尾天皇第3皇子の守澄法親王が寛永寺の第3代貫主となり日光山主を兼任した。翌年の明暦元年（1655年）には天台座主を兼ねることとなった。同年、日光山の満願寺は後水尾上皇の院宣により輪王寺と改称し守澄法親王が住持となった。守澄法親王は、天台座主、寛永寺貫首、日光山主の「三山管領宮」となり「輪王寺宮」または「輪王寺門跡」と呼ばれた。以後、幕末まで皇族が関東に下向し輪王寺宮となった。戊辰戦争の後、15世輪王寺宮の公現法親王は還俗となり、輪王寺宮は廃絶された。
寛永寺の開山・天海（慈眼大師）は寛永20年（1640年）に死去し、翌正保元年（1644年）、現・輪王寺の地に天海を祀る開山堂が建てられた。天海が崇敬する良源（慈恵大師、元三大師）を併せ祀ったことから「両大師」と呼ばれるようになった。
日光の輪王寺は明治初年の神仏分離後に旧名の満願寺となっていたが、明治16年（1883年）に輪王寺の寺号復称が許可され、2年後の明治18年（1885年）には「輪王寺門跡」の称号が復活した。
開山堂は慶応4年（1868年）の上野戦争では焼け残ったが、平成元年（1989年）に火災に遭い、天明元年（1781年）再建の開山堂と寛政4年（1792年）再建の本堂が焼失した。現在の本堂は平成5年（1993年）に再建されたものである。

## 境内
境内西側に本堂（1993年再建）、東側に輪王殿（斎場）がある。輪王殿の手前には西隣の東京国立博物館敷地から移築した寛永寺旧本坊表門（重要文化財）が建つ。本堂前の鐘楼に懸かる梵鐘は慶安4年（1651年）の製作。本堂前の参道左右の銅燈籠はもと上野の大猷院（徳川家光）霊廟に奉納されたものである。

## 文化財
重要文化財（国指定）
- 寛永寺旧本坊表門
切妻造り本瓦葺、潜門付きの薬医門である。通称・黒門。現在の東京国立博物館の敷地はもと寛永寺本坊であり、その正面にあった門である。明治15年（1882年）東京国立博物館の前身である博物館が上野公園に移転・開館した際にその正門として使用された。関東大震災の後、博物館改築に伴い現在地に移築された。門扉には上野戦争の際の弾痕がある。なお、寛永寺入口にあった「黒門」（荒川区円通寺に移築）とは別の門である。昭和21年（1946年）11月29日指定。平成元年（1989年）の火災の際は焼失をまぬがれた。

東京都指定有形文化財
- 木造天海僧正坐像

## 画像

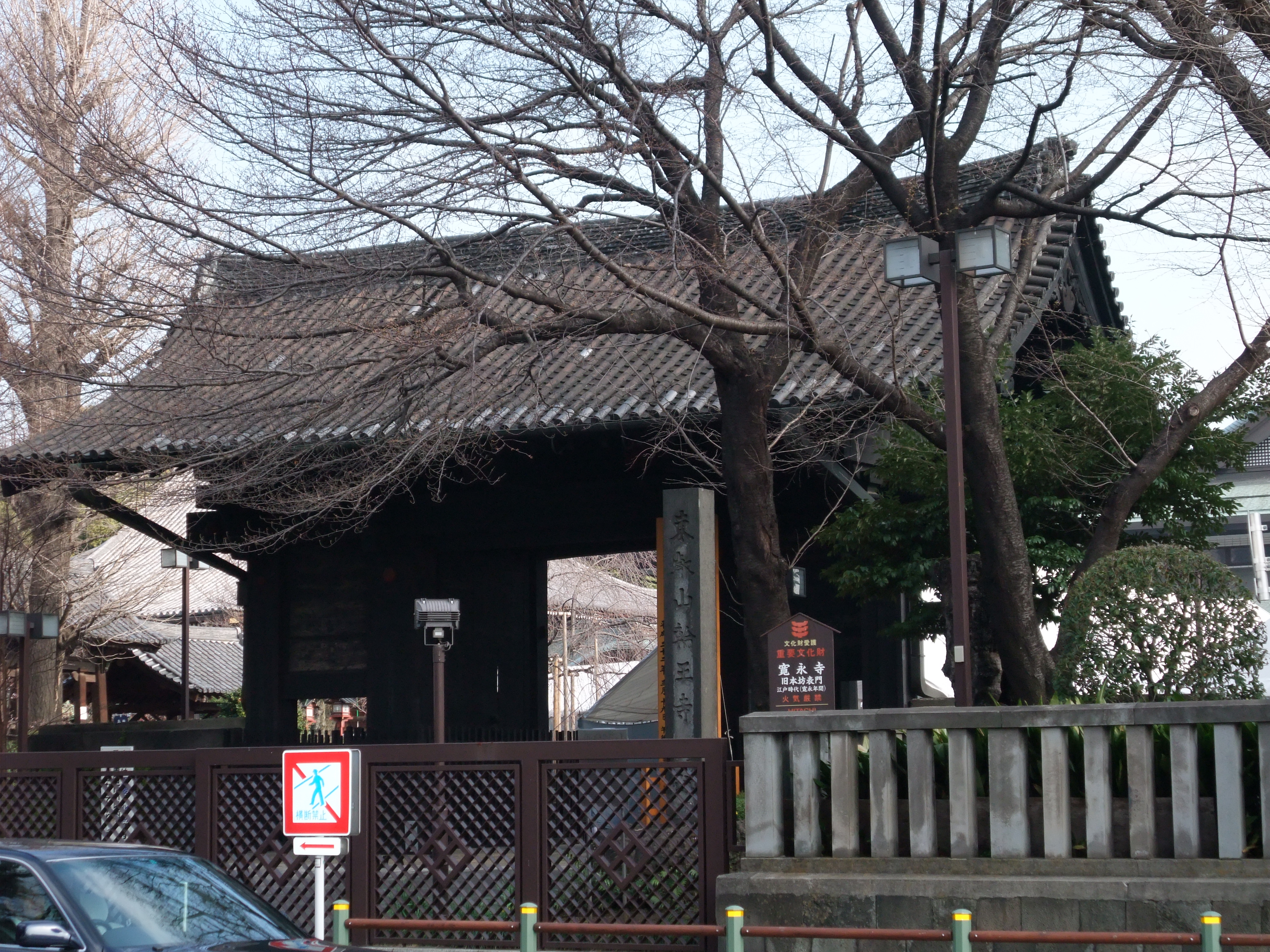
寛永寺旧本坊表門（国の重要文化財）
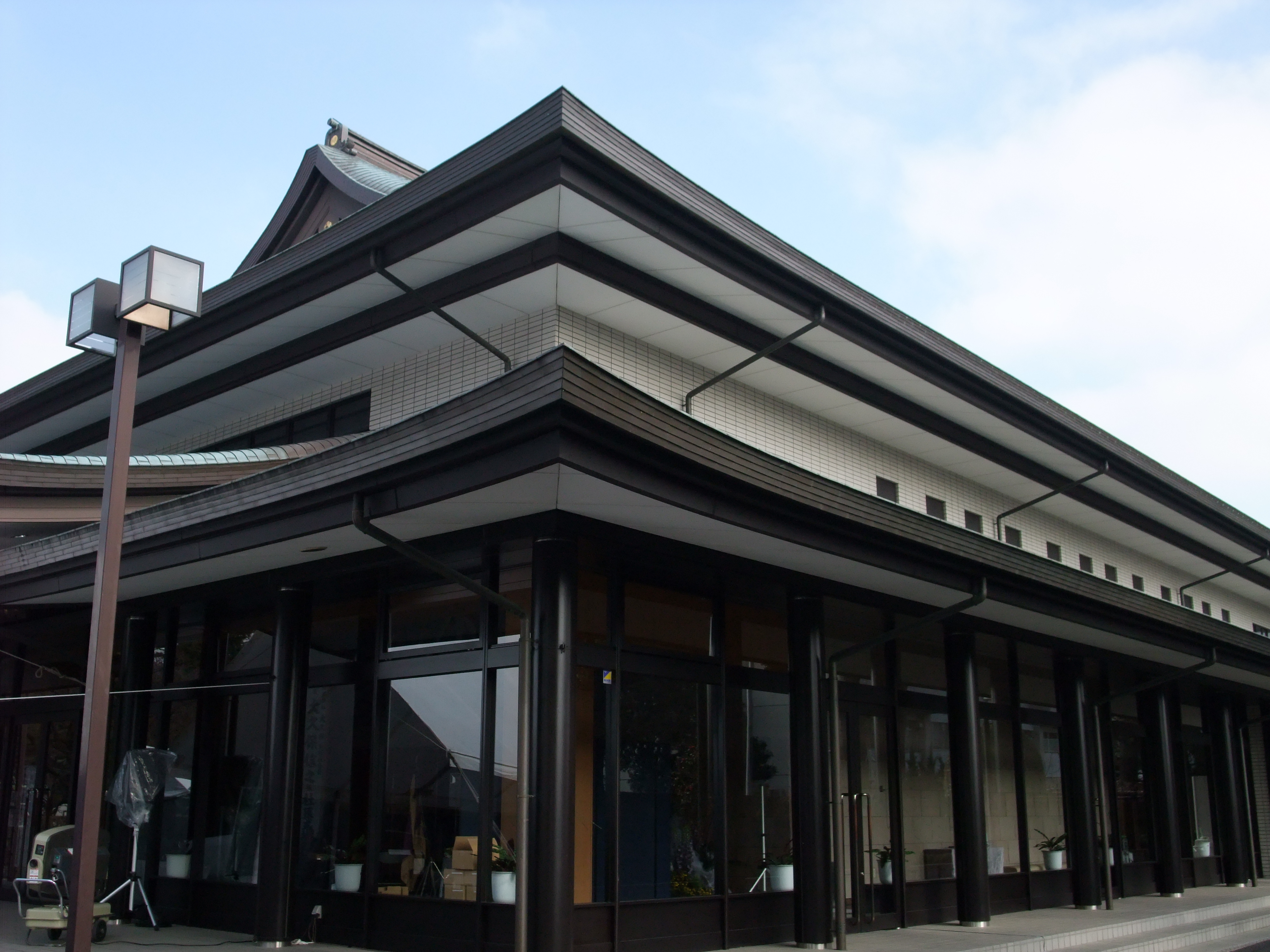
輪王殿

## 交通アクセス
- 上野駅公園口より徒歩約6分（経路案内）。